# Salernitana Sport 1987-1988
Questa pagina raccoglie i dati riguardanti la Salernitana Sport nelle competizioni ufficiali della stagione 1987-1988.

## Stagione
La nuova proprietà, capitanata da Giuseppe Soglia, porta con sé in dote un rinnovato entusiasmo in città: il direttore sportivo Enrico Fedele allestisce una squadra infarcita di nomi altisonanti (pescando a piene mani nel Barletta neopromosso in Serie B) con il dichiarato obiettivo di vincere il campionato e la affida al tecnico Claudio Tobia, reduce dalla promozione in cadetteria con il Catanzaro. Sicché, alla presentazione della squadra al Cinema Capitol, si raduna una marea di tifosi entusiasti e festosi per omaggiare i propri beniamini. La rosa viene totalmente rivoluzionata: sono pochi i giocatori della precedente stagione rimasti a Salerno.
La clamorosa vittoria per 3-1 nell'amichevole estiva contro il Pescara, formazione di Serie A, alimenta ulteriormente l'euforia e la fiducia dei tifosi.
Tuttavia già in Coppa Italia di categoria, arrivano le prime avvisaglie che la stagione sarà tutt'altro che esaltante: inseriti nel gruppo "T", i granata vengono eliminati dalla modesta Juve Stabia, squadra di categoria inferiore, e perdono addirittura l'inedito derby contro il neocostituito Valdiano. 
Le cose non vanno meglio in campionato: si inizia con un solo punto nelle prime tre partite che relega i granata addirittura all'ultimo posto in graduatoria, a braccetto con Catania e Brindisi.
La società cerca di porre rimedio,  acquistando il "bomber" Franco De Falco e il portiere Roberto Renzi nel corso del mercato di riparazione e, successivamente, avvicendando il tecnico Claudio Tobia con Roberto Clagluna.
La squadra sembra inizialmente rispondere positivamente alle sollecitazioni e pare potersi inserire nella lotta al vertice.
Tuttavia De Falco non rispetterà le aspettative in lui riposte, segnando con il contagocce, e la squadra, dopo aver abbandonato definitivamente i sogni di gloria dopo la sconfitta interna contro il Cosenza, concluderà il campionato in totale disarmo, perdendo le ultime quattro partite e attestandosi su un anonimo decimo posto, fallendo anche la qualificazione alla Coppa Italia Maggiore.
Al termine del torneo, la Società opta per l'esonero del direttore sportivo Enrico Fedele, a causa dei deludenti risultati riportati, sostituendolo con Enrico Alberti e non rinnova il contratto al tecnico Clagluna.
L'unica nota positiva di questa avvilente stagione é la notizia che il comune di Salerno avvierà i lavori per la costruzione del nuovo stadio.
Intanto la formazione juniores della Salernitana arriva alla finale del Trofeo Dante Berretti, ma la vittoria arriderà al Trento, capace di vincere  2-0 a Salerno) dopo il pareggio per 1-1 in Trentino.

## Divise e sponsor
Lo sponsor tecnico per la stagione 1987-1988 è N2, mentre lo sponsor ufficiale è Antonio Amato. La prima divisa è interamente granata chiaro, mentre la seconda è composta da una maglietta bianca e pantaloncini granata.
| Casa | Trasferta |

## Rosa
| N. |                   | Ruolo | Calciatore          |
| -- | ----------------- | ----- | ------------------- |
|    | Italia (bandiera) | P     | Enrico Pionetti     |
|    | Italia (bandiera) | P     | Roberto Renzi       |
|    | Italia (bandiera) | D     | Claudio Cocco       |
|    | Italia (bandiera) | D     | Ciro Ferrara        |
|    | Italia (bandiera) | D     | Vincenzo Marino     |
|    | Italia (bandiera) | D     | Gabriele Morganti   |
|    | Italia (bandiera) | D     | Alessandro Pasquali |
|    | Italia (bandiera) | D     | Massimo Venturini   |
|    | Italia (bandiera) | C     | Carmelo Bagnato     |
|    | Italia (bandiera) | C     | Vincenzo Collina    |
|    | Italia (bandiera) | C     | Massimo De Angelis  |

| N. |                   | Ruolo | Calciatore              |
| -- | ----------------- | ----- | ----------------------- |
|    | Italia (bandiera) | C     | Giacinto Di Battista    |
|    | Italia (bandiera) | C     | Gaetano Di Maria        |
|    | Italia (bandiera) | C     | Livio Maranzano         |
|    | Italia (bandiera) | C     | Luciano Mauro           |
|    | Italia (bandiera) | C     | Arcangelo Sciannimanico |
|    | Italia (bandiera) | A     | Salvatore Campilongo    |
|    | Italia (bandiera) | A     | Vittorio Cozzella       |
|    | Italia (bandiera) | A     | Angelo Crialesi         |
|    | Italia (bandiera) | A     | Franco De Falco         |
|    | Italia (bandiera) | A     | Antonio Guarino         |

## Risultati

### Campionato

#### Girone di andata
| 20 settembre 1987 1ª giornata | Torres | 1 – 0 | Salernitana |  |

| 27 settembre 1987 2ª giornata | Salernitana | 1 – 1 | Teramo |  |

| 4 ottobre 1987 3ª giornata | Frosinone | 3 – 1 | Salernitana |  |

| 11 ottobre 1987 4ª giornata | Salernitana | 2 – 1 | Ischia Isolaverde |  |

| 18 ottobre 1987 5ª giornata | Nocerina | 0 – 1 | Salernitana |  |

| 25 ottobre 1987 6ª giornata | Salernitana | 1 – 0 | Francavilla |  |

| 1º novembre 1987 7ª giornata | Campobasso | 2 – 0 | Salernitana |  |

| 8 novembre 1987 8ª giornata | Salernitana | 2 – 0 | Licata |  |

| 15 novembre 1987 9ª giornata | Foggia | 2 – 0 | Salernitana |  |

| 22 novembre 1987 10ª giornata | Salernitana | 2 – 0 | Campania Puteolana |  |

| 29 novembre 1987 11ª giornata | Cosenza | 2 – 1 | Salernitana |  |

| 6 dicembre 1987 12ª giornata | Salernitana | 1 – 0 | Cagliari |  |

| 13 dicembre 1987 13ª giornata | Casertana | 0 – 0 | Salernitana |  |

| 20 dicembre 1987 14ª giornata | Salernitana | 0 – 0 | Reggina |  |

| 3 gennaio 1988 15ª giornata | Salernitana | 0 – 0 | Monopoli |  |

| 10 gennaio 1988 16ª giornata | Brindisi | 0 – 0 | Salernitana |  |

| 17 gennaio 1988 17ª giornata | Salernitana | 1 – 0 | Catania |  |

#### Girone di ritorno
| 24 gennaio 1988 18ª giornata | Salernitana | 0 – 0 | Torres |  |

| 31 gennaio 1988 19ª giornata | Teramo | 2 – 1 | Salernitana |  |

| 7 febbraio 1988 20ª giornata | Salernitana | 2 – 1 | Frosinone |  |

| 21 febbraio 1988 21ª giornata                 | Ischia Isolaverde | 1 – 0 | Salernitana |  |
| \| \| \| \| \| Buoncammino \| Marcatori \| \| |                   |       |             |  |
|                                               |                   |       |             |  |
| Buoncammino                                   | Marcatori         |       |             |  |

| 28 febbraio 1988 22ª giornata | Salernitana | 0 – 0 | Nocerina |  |

| 6 marzo 1988 23ª giornata | Francavilla | 1 – 1 | Salernitana |  |

| 13 marzo 1988 24ª giornata | Salernitana | 0 – 0 | Campobasso |  |

| 20 marzo 1988 25ª giornata | Licata | 0 – 0 | Salernitana |  |

| 2 aprile 1988 26ª giornata | Salernitana | 2 – 1 | Foggia |  |

| 10 aprile 1988 27ª giornata | Campania Puteolana | 0 – 3 | Salernitana |  |

| 17 aprile 1988 28ª giornata                | Salernitana | 0 – 1    | Cosenza |  |
| \| \| \| \| \| \| Marcatori \| Padovano \| |             |          |         |  |
|                                            |             |          |         |  |
|                                            | Marcatori   | Padovano |         |  |

| 24 aprile 1988 29ª giornata                           | Cagliari  | 0 – 2               | Salernitana |  |
| \| \| \| \| \| \| Marcatori \| Venturini, Cozzella \| |           |                     |             |  |
|                                                       |           |                     |             |  |
|                                                       | Marcatori | Venturini, Cozzella |             |  |

| 8 maggio 1988 30ª giornata | Salernitana | 1 – 1 | Casertana |  |

| 15 maggio 1988 31ª giornata | Reggina | 2 – 1 | Salernitana |  |

| 22 maggio 1988 32ª giornata | Monopoli | 2 – 1 | Salernitana |  |

| 29 maggio 1988 33ª giornata | Salernitana | 0 – 1 | Brindisi |  |

| 5 giugno 1988 34ª giornata | Catania | 1 – 0 | Salernitana |  |